# Cerro Torino Este
El cerro Torino Este es una montaña en el límite entre Argentina y Chile en el campo de hielo patagónico sur con una altitud de 2671 metros sobre el nivel del mar. El cerro está situado al noroeste de cerro Cono, y al noroeste de cerro Bertachi.
Forma parte del parque nacional Bernardo O'Higgins en su lado chileno y del parque nacional Los Glaciares en su lado argentino, administrativamente se encuentra en la región de Magallanes y de la Antártica Chilena en su lado chileno y en la provincia de Santa Cruz en el argentino.

## Etimología
El cerro fue bautizado así para diferenciarlo del cerro Torino el cual fue nombrado por el Padre Alberto María de Agostini, su descubridor y explorador.